# Ист-Ривер
И́ст-Ри́вер (англ. East River) — судоходный пролив в городе Нью-Йорке, США, между заливом Аппер-Нью-Йорк-Бей и проливом Лонг-Айленд, отделяющий нью-йоркские боро Манхэттен и Бронкс от Бруклина и Куинса. Связан с рекой Гудзон и проливом Харлем. Длина Ист-Ривера составляет 26 км.
Через пролив проходит один железнодорожный и семь автомобильных мостов (среди них Бруклинский мост, Манхэттенский мост, Вильямсбургский мост, мост Куинсборо), железнодорожный и два автомобильных тоннеля, а также десять тоннелей метрополитена. Кроме того, движение поездов метрополитена имеется также на Манхэттенском и Вильямсбургском мостах. Портовые сооружения, включая бывший военный порт (в Бруклине). По берегу вдоль Манхэттена проходит магистраль ФДР, здесь же — здание штаб-квартиры ООН. В районе Куинса у берега пролива — аэропорт Ла-Гуардия.
Пролив ежедневно меняет направление потока и подвержен сильным колебаниям в своём течении, которые определяются его узостью и разнообразием глубин. Пролив судоходен на всём своём протяжении и до начала XX века был основной артерией для морского судоходства в Нью-Йорке:392.
В проливе расположено несколько островов. На дне находятся турбины приливной электростанции Roosevelt Island Tidal Energy.

## Формирование
Как и другие водные артерии Нью-Йорка, Ист-Ривер фактически является риа:5. Пролив образовался примерно 11 000 лет назад в конце последней ледниковой эпохи. Выраженное изменение профиля между нижней и верхней частями пролива свидетельствует о прежней ледниковой активности. Верхняя часть (от пролива Лонг-Айленд до пролива Хелл-Гейт), расположенная в целом перпендикулярно движению ледника, является более широкой, извилистой и имеет глубокие узкие бухты на обоих берегах, вымытые движением ледника. Нижняя часть (от Хелл-Гейт до залива Нью-Йорка) проходит с севера на юг параллельно ледниковому движению. Эта часть пролива намного уже и с прямыми берегами. Бухты в этой части в основном широкие и неглубокие.

## Геоморфология
Часть пролива под названием Хелл-Гейт — с голландского Хеллегат (нидерл. Hellegat), что означает «прозрачный пролив» или «свободный проход», как назвал её в 1614 году голландский мореплаватель Адриен Блок:419–20 — узкий, бурный и наиболее опасный участок пролива. На этом участке встречаются приливы Нью-Йоркской бухты и проливов Лонг-Айленд и Харлем, что делает его особенно сложным для навигации. Ранее дополнительные трудности представляли скалистые образования, которыми был усеян Хелл-Гейт: всего насчитывалось около 12 островов и рифов:91. Эти образования привели в своё время к нескольким кораблекрушениям, включая гибель в 1780 году британского фрегата HMS Hussar. Впоследствии участок был расчищен от всех выступов:588–89. Приливный режим в Хелл-Гейте определяется приливами Атлантического океана и пролива Лонг-Айленд, испытывая также влияние пролива Харлем:92–93.
Пролив судоходен по всей своей длине в 26 км. По данным 1939 год расстояние от Бэттери-парка до бывшей Бруклинской военно-морской верфи около залива Уоллэбаут составляло около 900 м, максимальная глубина равнялась 12 м. Глубина на отрезке от верфи до полуострова Трогс-Нек составляла не менее 11 м; к востоку от полуострова глубина пролива при среднем уровне малой воды составляла 51 м:419–20.

### Острова
Ист-Ривер содержит острова:
- Рузвельт
- Райкерс
- Норт-Бротер
- Саут-Бротер
- Милл-Рок
- Уордс
- Рандалс
- У-Тант

Остров Рузвельт — протяжённая (3,2 км) и узкая (240 м) полоса земли площадью 0,59 км² — расположен в части пролива между островом Манхэттен и боро Куинс примерно параллельно Восточным 46—86-м улицам Манхэттена. Резкое обрывание острова на его северной оконечности связано с расширением разлома 125-й улицы:90. Юридически остров входит в боро Манхэттен. Он соединён с Куинсом мостом острова Рузвельт, с Манхэттеном — канатной дорогой. На острове имеется станция метро, обслуживаемая маршрутом F. Также через остров проходит мост Куинсборо. Остров, который прежде назывался Блэквелл и островом Вспомоществования, был в конечном итоге переименован в честь президента США Франклина Делано Рузвельта и исторически служил местом расположения пенитенциарных учреждений и ряда больниц; сегодня на острове преобладают жилые кварталы, состоящие из больших многоквартирных домов и парковых площадок, на большей части которых находятся развалины более старых строений.
Самый большой массив суши в проливу к югу от Рузвельта — У-Тант, искусственный островок, созданный во время строительства тоннеля Стайнуэй-стрит (который в настоящее время обслуживает линии метро 7 и <7>). Официально называемый Белмонт в честь одного из финансистов, проспонсировавших постройку тоннеля, остров обязан своим популярным названием усилиям группы последователей гуру Шри Чинмоем, проводившей в 1970-х годах на острове медитации. Бирманский дипломат и Генеральный секретарь Организации Объединённых Наций У Тан был другом Шри Чинмоя. Сегодня остров принадлежит штату Нью-Йорк. Он служит пристанищем для перелётных птиц и закрыт для посещения.
К северо-востоку от Рузвельта основными островами пролива являются манхеттенский Милл-Рок площадью около 16 тысяч м², расположенный примерно в 300 метрах от Восточной 96-й улицы Манхэттена; соединённые манхеттенские острова Рандалс и Уордс площадью 2,1 км², некогда раздельные, но со временем объединённые свалкой, на которой ныне размещается большой общественный парк, ряд государственных учреждений и опоры для мостов Трайборо и Хелл-Гейт; Райкерс в юрисдикции Бронкса изначально площадью 0,4 км², но разросшийся до 1,6 км² после приобретения его Нью-Йорком в 1884 году для размещения тюремных сельхозугодий и свалок:48, на острове до сих пор находится большой тюремный комплекс; Норт- и Саут-Бротер, которые также относятся к Бронксу.

### Притоки
Реки Бронкс:63, Пагсли- и Уэстчестер-Крик впадают с севера в северную же часть Ист-Ривера:70–71. Река Флашинг, исторически известная как Флашинг-Крик, впадает в пролив с юга возле аэропорта Ла-Гуардия в заливе Флашинг:98. К западу, в районе Астория, в Ист-Ривер впадает Лайстер-Крик:94.
К северу от острова Рандалс в Ист-Ривер впадает пролив Бронкс-Килл. К югу от острова Уордс впадает другой пролив: Харлем. Ньютаун-Крик на Лонг-Айленде, имеющий несколько притоков, образует естественную границу между Куинсом и Бруклином и впадает в Ист-Ривер:175. Заливы Бушуик:193 и Уоллэбаут также впадают в пролив со стороны Лонг-Айленда:197. Также в Ист-Ривер впадает канал Гованус, прорытый по руслу ручья Гованус-Крик:185.
В прошлом существовали и другие небольшие притоки, но водно-болотные угодья, где они находились, были со временем осушены и застроены. Среди таких притоков был Харлем-Крик, один из самых значительных притоков, бравший начало на Манхэттене. К другим притокам относились Соукилл на Манхэттене:32, Милл-Брук в Бронксе:84 и Сансуик-Крик в Куинсе:96.

## Мосты и тоннели
| Мост/тоннель/магистраль                 | Предназначение                                                                                                | Год открытия                            |
| Манхэттен — Манхэттен (остров Рузвельт) | Манхэттен — Манхэттен (остров Рузвельт)                                                                       | Манхэттен — Манхэттен (остров Рузвельт) |
| --------------------------------------- | --- | --------------------------------------- |
| Канатная дорога острова Рузвельт        | Пешеходы, велосипедисты (канатная дорога)                                                                     | 1976                                    |
| Манхэттен — Бруклин                     | |                                         |
| Городской тоннель #1                    | водопровод | 1917                                    |
| Тоннель Бруклин — Бэттери               | I-478 | 1950                                    |
| Тоннель Джоралимон-стрит                | 4 · 5 | 1908                                    |
| Тоннель Монтегью-стрит                  | N · R · W | 1920                                    |
| Тоннель Кларк-стрит                     | 2 · 3 | 1919                                    |
| Тоннель Кранбери-стрит                  | A · C | 1932                                    |
| Бруклинский мост                        | автомобили, пешеходы, велосипедисты                                                                           | 1883                                    |
| Манхэттенский мост                      | , автомобили, пешеходы, велосипедисты                                                                         | 1909                                    |
| Тоннель Ратджерс-стрит                  | F · <F> | 1936                                    |
| Вильямсбургский мост                    | , автомобили, пешеходы, велосипедисты                                                                         | 1903                                    |
| Тоннель насосной станции 13-й улицы     | канализация                                                                                                   |                                         |
| Тоннель 14-й улицы                      | L | 1924                                    |
| Манхэттен — Куинс                       | |                                         |
| Тоннель Ист-Ривер                       | Amtrak (Северо-восточный коридор) Железная дорога Лонг-Айленда                                                | 1910                                    |
| Тоннель Куинс — Мидтаун                 | I-495 | 1940                                    |
| Тоннель Стайнуэй-стрит                  | 7 · <7> | 1915                                    |
| Тоннель 53-й улицы                      | E · M | 1933                                    |
| Мост Куинсборо                          | NY 25, пешеходы, велосипедисты                                                                                | 1909                                    |
| Тоннель 60-й улицы                      | N · R · W | 1920                                    |
| Тоннель 63-й улицы                      | Железная дорога Лонг-Айленда                                                                                  | 1989                                    |
| Мост Острова Рузвельт                   | автомобили, пешеходы, велосипедисты                                                                           | 1955                                    |
| Городской тоннель #3                    | водопровод | 2018                                    |
| Мост Трайборо                           | I-278, пешеходы, велосипедисты                                                                                | 1936                                    |
| Мост Хелл-Гейт                          | Amtrak (Северо-восточный коридор) CSX Transportation (Fremont Secondary) Железная дорога Провиденса и Вустера | 1916                                    |
| Бронкс — Куинс                          | |                                         |
| Мост острова Райкерс                    | автомобили | 1966                                    |
| Мост Бронкс — Уайтстоун                 | I-678 | 1939                                    |
| Мост Трогс-Нек                          | I-295 | 1961                                    |